# Tesoros tracios
Tracia está entre las áreas más ricas en descubrimientos arqueológicos, muchos de los cuales están formados por ajuares funerarios, otros por tesoros y piezas halladas aisladamente.
Los ajuares se componen de unos enseres preferentemente importados y de objetos de factura local consistentes en collares, armas y guarniciones para trajes. Se detalla a continuación algunos de los tesoros tracios encontrados:

## Necrópolis de los Besos
Fue excavada entre 1925 y 1931 en Duvanlij (junto a Plovdiv) (Bulgaria), con túmulos datables del siglo VI al siglo I a. C.
En uno de los túmulos más antiguos se halló un ánfora de plata con restos de dorado, finamente decorada en el cuerpo con dos frisos de hojas de loto y palmeras y, en el nivel inferior, con una serie de acanaladuras lingüiformes. Las asas están formadas por dos figuras de monstruos cornudos con cabeza de león. 
Al principio se atribuyó su procedencia a Jonia e influida por el arte aqueménida. En el presente se tiende a considerarla aqueménida, tanto por el motivo típicamente persa de los monstruos con la cabeza mirando hacia atrás, como por los caracteres de orden estilístico. Se conserva en el Museo Arqueológico de Sofía.

## El tesoro de Panagiurište

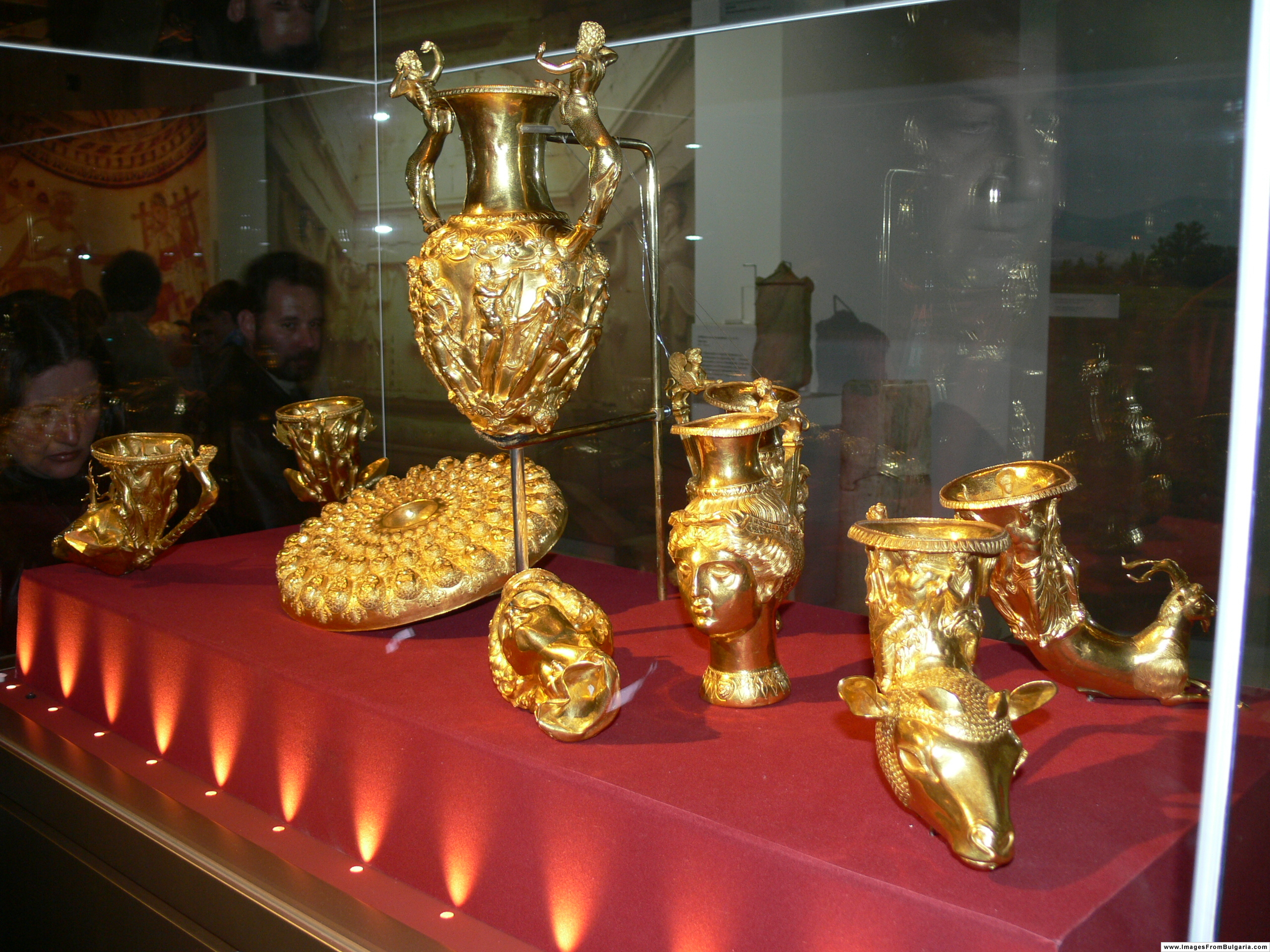
Tesoro de Panagiurište.

"Паньгюрище" en búlgaro, transliterado al castellano como Panagyurishte, se ha datado el tesoro hallado allí, entre el 300 y 280 a. C.:
En la necrópolis del distrito búlgaro de Plovdiv, se descubrió en 1949 uno de los más célebres servicios de mesa de la antigüedad, enteramente formado por una vajilla de oro. El descubrimiento fue como sigue:
Una gélida mañana del 8 de diciembre de 1949, tres hermanos, Pavel, Petko y Michail Deikovi trabajaron juntos en la región de "Merul" en la fábrica de azulejos cercana a Panagyurishte. Fue sobre las diez de la mañana, cuando procesando una nueva capa de arcilla encontraron extraños objetos brillantes. Con toda su magnificencia una fabulosa colección de vasos resplandecientes emitió destellos enfrente de los trabajadores. Cuando finalmente la desenterraron, se trataba de una fiale y ocho rhytones, uno modelado como un ánfora y los otros como cabezas de mujeres o animales. El hallazgo era sensacional, no solámente por su peso en oro - unos 6.146 kg de oro puro, sino también por la originalidad de sus formas. Es uno de los más famosos tesoros tracios del mundo y una de las más valiosas pertenencias del Museo Histórico Nacional.
Datado entre fines del siglo IV y los principios del siglo III a. C. Por los materiales y por el repujado, es el testimonio del poder económico y de los refinados gustos helenizantes de los dinastas tracios, en vísperas de la invasión celta que los aniquilaría.
Las piezas comprenden:
- Tres jarras (ritones) en forma de cabeza femenina

- Cuatro rhyta , de los que uno termina en prótome de macho cabrío, dos en cabeza de ciervo y uno en cabeza de carnero (todos con frisos repujados debajo de la boca. El primero con la escena del juicio de Paris, los otros con distintas figuras de divinidades.

- Un gran plato con cabezas, repetidas en hileras concéntricas, en torno a un círculo de bellotas, de las que salen motivos vegetales que cubren todo el fondo.

- Un ánfora oval con exuberante decoración figurada, cuyo elemento principal es una escena animada de asedio que ocupa la mayora parte del cuerpo.

El ánfora y las jarras tienen asas en forma de monstruos mitológicos (respectivamente centauros y esfinges), realizadas sobre bases de tambor acanalado. 
Este tipo de asa es de tradición aqueménida, así como el rhyton en prótome de macho cabrío y la representación del pelaje del animal y de los pliegues cutáneos.
Se puede pensar en una procedencia minorasiática o póntica de los objetos, cuya factura, es evidentemente griega.
Al menos el ánfora y el plato deben haber sido realizados en Lámpsaco, colonia focense de los Dardanelos, porque figura la indicación del peso y es como el de esta ciudad.
Se puede, a veces, distinguir una vajilla local que imita las formas de la vajilla importada. La técnica es, habitualmente menos fina, pero la decoración presenta a menudo una combinación de motivos iraníes y griegos, libremente reelaborados, con tendencia a lo monstruoso y fantástico. 
Estas características se acentúan en las regiones más interiores, con resultados particularmente originales en el área del pueblo de los getas de Rumania y en la Bulgaria del norte,

## Necrópolis de Hagighiol
- En un vaso de plata de ajuar descubierto en 1931, en Hagighiol , en Dobruja, hay un ave que atrapa una liebre con una enorme garra, un ciervo alado de ocho patas y una serie de cabezas de ave que nacen de un cuerpo serpentiforme que envuelve la boca del vaso

- Uno de los vasos más suntuosos de esa zona es el rhyton de Poronia, de plata con decoración dorada a imitación de los tipos de Panagiurište presenta una escena mitológica en el cuello (quizá cuatro diosas de la fecundidad) y termina con una cabeza de animal.

- Piezas de armadura de desfile. Una canillera de plata y oro, en la que los músculos se transforman en serpientes con cabeza de león y en las que está encaramada un ave. La máscara humana de la rodillera está decorada con dibujos abstractos sobre láminas de oro. La máscara tiene los cabellos estilizados con rizos en forma de espiral, de clara influencia aqueménida. Dos de las trenzas que enmarcan el rostro están cubiertas de escamas y terminan en figuras de leones.
- Los vasos para beber vino con  forma de cornucopia que terminan en espléndidas esculturas de caballos y de toros.

## Opiniones
Se ha discutido mucho sobre la cronología y sobre el origen de este arte ecléctico, durante mucho tiempo atribuido a los escitas. Esta fue también la opinión de uno de los mayores historiadores de la primera mitad del siglo XX, Rostovzef. Opinión fundada sobre todo en la afinidad (entre el arte tracio y el escita) , de estilo animalístico, con monstruos y figuras imaginarias que componen las distintas partes de diversos animales.
No obstante, muchos arqueólogos e historiadores, conceden al arte de los tracios una inspiración independiente y consideran la semejanza con la toréutica escita fruto de una análoga situación cultural y de una misma concepción de estético-formal del arte.
La cronología de estas piezas sigue siendo incierta, aunque la mayoría son generalmente asignadas al siglo IV a. C.